# Montrealprotokollet
Montrealprotokollet (engelska: Montreal Protocol on Substances that Deplete the Ozone Layer) är ett internationellt traktat som är utformat för att skydda ozonskiktet genom att fasa ut produktionen av ett antal substanser som tros vara ansvariga för uppkomsten av ozonhål. Traktatet skrevs under i Montréal den 16 september 1987 och trädde i kraft den 1 januari 1989. Sedan dess har den undergått sex revisioner, 1990 (London), 1992 (Köpenhamn), 1995 (Wien), 1997 (Montréal), 1999 (Peking) och 2016 (Kigali). Avtalet har hyllats för sin exceptionella framgång av Kofi Annan genom citatet: "Kanske det mest framgångsrika internationella avtalet hittills...".
På mötet i Kigali 2016 antogs ett tillägg till Montrealprotokollet, där det beslutades att användningen av det starkt klimatpåverkande kylmediet HFC ska minska. HFC är ett samlingsnamn för ett antal väte-fluor-kol-föreningar som ersatte de tidigare ozonlagerpåverkande klorerade kylmedierna CFC och HCFC. Tillägget trädde i kraft 1 januari 2019. Enligt en studie som forskningsnätverket Drawdown publicerat, är avvecklingen av HFC den enskilt kraftfullaste åtgärden mot klimatförändringar.